# Metone (satélite)

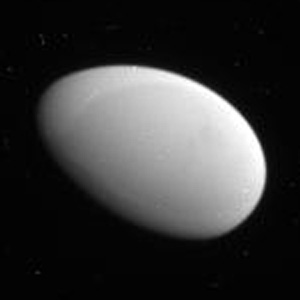
Methone

Metone é um satélite natural de Saturno, situado entre as órbitas de Mimas e Encélado. Seu diâmetro é de 2,5 quilômetros. Foi visto pela primeira vez pelo Cassini Imaging Team e recebeu a designação temporária de S/2004 S 1. Metone também é chamado de Saturno XXXII.
O nome "Metone" foi aprovado pelo Grupo de Trabalho para a Nomenclatura do Sistema Planetário durante a Assembleia Geral da União Astronômica Internacional em 21 de janeiro de 2005. Na mitologia grega, Metone é uma das Alciônides, as sete ninfas filhas de Alcioneu, rei dos gigantes.